# El Moralillo, Puebla
El Moralillo är en ort i Mexiko.   Den ligger i kommunen Tecamachalco och delstaten Puebla, i den sydöstra delen av landet, 160 km öster om huvudstaden Mexico City. El Moralillo ligger 2 088 meter över havet och antalet invånare är 103.
Terrängen runt El Moralillo är kuperad åt nordost, men åt sydväst är den platt. Runt El Moralillo är det ganska tätbefolkat, med 100 invånare per kvadratkilometer. Närmaste större samhälle är Tecamachalco, 6,3 km nordväst om El Moralillo. Trakten runt El Moralillo består till största delen av jordbruksmark.